# John F. MacArthur
John F. MacArthur   (Los Angeles, 19 de juny de 1939 - Santa Clarita, 14 de juliol de 2025)va ser un pastor i autor estatunidenc, conegut pel seu programa de ràdio d'ensenyament cristià Grace to You (Gràcia a Vosaltres). Va ser el pastor i mestre de la Grace Community Church a Sun Valley (Califòrnia) des del 9 de febrer de 1969 i també el president de The Master's University a Newhalli de The Master's Seminary a Los Angeles.
Teològicament, MacArthur era considerat un calvinista i un fort defensor de la predicació expositiva. Va ser reconegut per Christianity Today com un dels predicadors més influents del seu temps i va ser un convidat sovint al programa Larry King Live com a representatiu d'una perspectiva cristiana evangèlica.
MacArthur va escriure o editar més de 150 llibres, dels quals destaquen la Bíblia d'Estudi MacArthur, del qual s'han venut més d'1 milió de còpies i que va rebre un Gold Medallion Book Award. També va ser autor d'altres best-sellers com el Comentari MacArthur del Nou Testament o Dotze Homes: Comuns i Corrents.

## Biografia
John Fullerton MacArthur Jr. va néixer a Los Angeles el19 de juny de 1939 Era fill de Jack MacArthur (nascut a Calgary, Alberta) i d'Irene Dockendorf. En John és cosí cinquè del famós general estatunidenc Douglas MacArthur. John MacArthur va estudiar a la Bob Jones University abans de transferir-se a Los Angeles Pacific College (ara Azusa Pacific University). El 1963, va obtenir el seu Mestratge en Divinitats en el Talbot Theological Seminary de la Biola University a La Mirada, Califòrnia. Es va graduar amb honors.
De 1964 a 1966, va servir com a pastor associat a l'església Calvary Bible Church de Burbank, Califòrnia i, de 1966 a 1969, va ser un representant de facultat per al Talbot Theological Seminary.
El 1969 va passar a ser el tercer pastor de l'església no-denominacional Grace Community Church de Sun Valley, Califòrnia.
El seu programa radiofònic diari, Gràcia a Vosaltres, va començar com un ministeri d'enregistrament d'àudio per a proporcionar cassets d'àudio dels seus sermons a la seva audiència. Després va començar a transmetre's també a Baltimore, Maryland, a partir de 1977. Avui en dia el programa es transmet en gran part del món.
El 1985, MacArthur va ser nomenat president de The Master's University, una universitat protestant cristiana acreditada, i en 1986 va fundar The Master's Seminary. MacArthur és també doctor honoris causa pel Talbot Theological Seminary (D. Div.) i per la Grace Graduate School (D. Litt.).
Gairebé 43 anys després de començar la seva feina des del púlpit de la Grace Community Church, el 5 de juny de 2011, MacArthur va completar un dels seus objectius de vida, a saber, el de predicar a través de tot el Nou Testament sencer.
El 2015, el Comentari MacArthur del Nou Testament va ser completat. MacArthur estava casat amb la Patrícia i tenien quatre fills i quinze nets.

### Controvèrsies
MacArthur ha estat involucrat en múltiples controvèrsies respecte a la seva franquesa sobre certs temes. MacArthur és molt obert sobre la seva oposició al matrimoni entre persones del mateix sexe, la seva negació de l'existència de base bíblica pel pastoratge femení, la seva crítica a l'Església catòlica i també al moviment de justícia social. Ha pronunciat múltiples sermons en els quals analitza aquests temes. Per exemple, va afirmar que "ningú és gai" perquè "Déu no va programar ningú" amb tal disposició.
El 2012, en The Shepherd's Conference, MacArthur participava en un qüestionari d'associació de paraules en el qual el moderador li va donar el nom "Steven Furtick". MacArthur va procedir a argumentar que Furtick, pastor de Elevation Church, era un home "desqualificat". Furtick va respondre a aquest comentari en el seu llibre de 2016 (Des)Qualificat: Déu pot escriure històries extraordinàries amb vides ordinàries.
El 2019, en la Conferència Truth Matters, durant un altre qüestionari d'associació de paraules, va sorgir el nom "Beth Moore". Reiterant la seva postura sobre 1 Timoteu 2:12, MacArthur va respondre afirmant que la Beth Moore hauria d'"anar-se'n a casa" i que "no hi ha cap cas en què es pugui argumentar bíblicament a favor d'una dona predicadora. Punt. Fi de la discussió". Moore va respondre a aquesta postura afirmant en el seu compte de Twitter: "No em vaig rendir a una crida d'home quan tenia 18 anys. Em vaig rendir a una crida de Déu. Mai se m'ha ocorregut ni per un segon, no complir-la. Seguiré a Jesús, i només a Jesús, tot el camí a casa. I veuré El seu bell rostre i proclamaré: Digne és el Xai!"
El 2020 i el 2021, durant la Pandèmia de COVID-19, MacArthur va ignorar les ordres dels funcionaris de salut pública del comtat de Los Angeles respecte als serveis de culte de la Grace Community Church i va insistir que ningú de l'església s'havia emmalaltit greument, malgrat els informes que indicaven el contrari. El comtat de Los Angeles va demandar a l'església per negar-se a tancar, i l'església va contra demandar al·legant discriminació per llibertat religiosa. Finalment, les demandes es van resoldre fora dels tribunals i el comtat i l'estat van pagar 400.000 $ (cadascun) a la Grace Community Church.
L'agost de 2021, MacArthur va admetre davant els feligresos que "moltes persones" van contreure COVID-19 mentre "passava" per l'església el desembre de 2020 i gener de 2021, inclosos ell i la seva esposa.
En la primavera de 2022, s'intensificaren noves controvèrsies sobre d'en John MacArthur, per la seva implicació en escàndols d'abusos matrimonials i sexuals durant les dècades de 1990 i 2000 dins de la camarilla de Grace Community Church. Van ser els informes de la Julie Roys, cobrint aquests casos (i provant la implicació de MacArthur) els que es van fer virals i varen agitar la polèmica a les xarxes socials.

## Postures teològiques

### Creacionisme de la Terra jove
MacArthur defensa el Creacionisme de la Terra jove en el seu llibre La Batalla Pel Començament (2001), i en els seus sermons.
Parlant sobre teoria evolutiva, escriu que els cristians "haurien d'exposar tals mentides pel que són i oposar-s'hi enèrgicament." 
Argumenta que "la batalla pel principi és, al cap i a la fi, una batalla entre dues fes mútuament exclusives: la fe en les Escriptures i la fe en hipòtesis antiteistes. No és realment una batalla entre la ciència i la Bíblia."

### Escatologia
MacArthur és un premil·lenarista i pretribulacionista pel que fa al temps de l'arravatament i als altres successos dels últims temps, diu: "Estic compromès amb el fet que Jesús vindrà per a instaurar un regne terrenal literal i que vindrà set anys abans del regne, vindrà abans de la tribulació.".
No obstant això, MacArthur ha tractat de distanciar-se d'altres dins d'aquesta línia de pensament, com ara bé en Tim LaHaye i el Jerry B. Jenkins, autors famosos per la sèrie de novel·les Left Behind. MacArthur va remarcar durant un sermó, "(...) algú per aquí dirà, "Oh noi, està d'acord amb les novel·les Left Behind." "No, no estic ficat en la ficció de l'arravatament i no estic ficat en gràfics extravagants. No em veus aquí a dalt amb un gràfic gran i un pal. I no vaig amb exegesi de periòdics, en les quals (...) tot allò que passa a les notícies compleix alguna profecia fosca de l'Antic Testament. Refuso l'extravagant món de les exegesis de periòdics i de l'escatologia d'esbós i interpretació boja com això de les llagostes d'Apocalipsis 9 sent helicòpters...".

### Llei i Pacte
MacArthur es descriu com un "dispensacionalista filtrat". Mentre sosté un rapte de l'església abans del mil·lenni i abans de la tribulació, així com el compliment de totes les promeses del pacte fet als Jueus al final de la tribulació, refusa algunes de les clàssiques idees dispensacionals, com ara bé que la Llei no tingui cap aplicació a l'Església. MacArthur va declarar: 
"No estic ficat en tot el que es coneix tradicionalment com "dispensacionalisme"; set dispensacions; dos regnes; dos Nous Pactes; dues maneres de salvació; discontinuïtat entre l'Antic Testament i el Nou.".

### Soteriologia
MacArthur va ser una persona clau en la "controvèrsia de la Salvació del Senyoriu" en la dècada de 1980, argumentant contra la teologia de la Gràcia Gratuïta. Ell afirmà: 
"Tu has de rebre a Jesucrist per qui Ell és, Senyor i Salvador, per a ser veritablement salvat (2 Pere 2:20).".
Respecte a la seguretat eterna, afirma: 
"Mai hauria de ser presentat merament com un assumpte d'"una vegada salvat, sempre salvat", sense consideració de què creus o fas. L'escriptor d'Hebreus 12:14 diu francament que només aquells que continuen vivint vides santes entraran a la presència del Senyor.".
Els punts de vista de MacArthur van aixecar controvèrsia dins del evangelicalisme estatunidenc i va ser rebatut pel Charles Ryrie i el Zane C. Hodges (teòlegs dispensacionalistes defensors de la Soteriologia de la Gràcia Lliure o "Gratuïta"), els qui van argumentar que MacArthur ensenyava una forma de salvació per obres. MacArthur ha negat la seva conclusió a causa del desacord sobre la naturalesa del senyoriu de Crist en relació amb la salvació.
Al desembre de 1989, Bible Boradcasting Network va rescindir Gràcia a Vosaltres, el programa de ràdio de MacArthur. Justificant la decisió, el president de BBN, Lowell Davey, es va referir als ensenyaments de MacArthur sobre la sang de Crist i la "Salvació del Senyoriu". Davey va cridar a aquests ensenyaments "confusos". En una carta datada el 15 de gener de 1990, Davey deia que MacArthur es derivava a una postura teològica a la qual no es podien adherir i va dir que, la sèrie de sermons de MacArthur sobre la teologia de l'elecció, els va convèncer que el rumb de Gràcia a Vosaltres anava cap a l'hipercalvinisme.
MacArthur predica la salvació per l'elecció de Déu en la seva sobirania. Així i tot, el terme "hipercalvinisme" és utilitzat per alguns per a denotar el calvinisme dels cinc punts o fins i tot qualsevol defensa forta d'aquest, més que la postura històrica de l'hipercalvinisme que creu que només als "triats" se'ls pot oferir l'Evangeli (compari's amb l'ensenyament històric de totes les denominacions protestants, incloent-hi la d'en John MacArthur, de l'oferta lliure de l'Evangeli). Aquesta posició no sembla reflectir exactament la posició de MacArthur en els seus sermons. La controvèrsia sobre l'eficàcia de la sang de Crist, prové de l'afirmació de MacArthur de què no és la sang líquida i literal de Crist la que salva, sinó la seva mort sacrificial en la creu, una opinió que propugnava en un article titulat: Not His Bleeding, but His Dying (No el Seu sagnat, sinó la Seva mort), publicat en el número de maig de 1976, del periòdic familiar de Gràcia a Vosaltres, que és distribuït a la seva església. No obstant això, MacArthur mateix, més tard va aclarir el que es va dir d'ell en l'article, assenyalant la seva posició respecte a la sang i la mort de Crist en l'expiació, esmentant que l'eficàcia de la sang de Crist no és alguna propietat física particular de la sang en si, sinó el fet que Ell va vessar sang en morir, i la seva afirmació de què la sang de Crist, en la mort, era necessària per a satisfer el requisit sant de Déu per a l'expiació.

### Cessacionisme
MacArthur és cessacionista, i és una de les veus més prominents a l'església en contra de les creences continuistes del pentecostalisme i del moviment carismàtic. Ha escrit diversos llibres en suport a la seva postura. A l'octubre de 2013, MacArthur va presentar una conferència anomenada "Foc Estrany" a la seva església, acompanyant el llançament del seu llibre homònim. L'esdeveniment va comptar amb diversos conferenciants, els qui van argumentar a favor del cessacionisme i van criticar durament el moviment carismàtic.
En els seus comentaris d'obertura, MacArthur va declarar: 
"Mirant el comportament d'alguns Hindús, qui pertanyen al culte Kundalini, els seus moviments de cos són gairebé idèntics als de la gent en el moviment carismàtic, el comportament extrem dels pagans. Això és el treball de Satanàs, és el treball de la foscor, i no ha de ser atribuït a l'Esperit Sant.", "El moviment carismàtic, com a tal, no ha fet cap contribució a la claredat bíblica, la interpretació, o a la sana doctrina... Desvia i confon.", "Només ha produït distorsió, confusió, i error.", "Hi ha gent que ha estat realment salva a esglésies carismàtiques? Sí. Però res provinent d'aquest moviment ha estat la raó per la qual van ser salvats." "L'evangelicalisme ha obert els seus braços i ha donat la benvinguda al cavall de Troia del moviment carismàtic a la ciutat de Déu. Les seves tropes han pres el control i han col·locat un ídol a la ciutat de Déu."En termes generals, MacArthur diu sobre les modernes "visions, revelacions, veus del cel, somnis, parlar en llengües, profecies, experiències fora del cos, viatges al cel, uncions i miracles" que és tot fals, tot mentides i enganys falsament atribuïts a l'Esperit Sant. Diu que: "El moviment carismàtic s'ha robat a l'Esperit Sant i ha creat un vedell d'or, i estan ballant al voltant del vedell d'or com si aquest fos l'Esperit Sant.".
MacArthur ha fet una llista dels Dons de l'Esperit, principalment de 1 Cor. 12-14, però sosté que "una vegada que es va acabar el Nou Testament, aquests dons i senyals van deixar de tenir una funció", i van cessar amb la conclusió de l'Era Apostòlica, al voltant de l'any 100 dC.
En un ensenyament posterior, "El que va succeir després de la "Conferència de Foc Estrany"" (2013), MacArthur va admetre que dins del moviment carismàtic sí que hi havia els qui creguessin en l'autoritat de les Escriptures, honressin al Senyor i busquessin viure piadosament, i que el moviment retenia suficient veritat de l'Evangeli perquè les ànimes poguessin ser salves en ell. De totes maneres, MacArthur va observar la seva presència interdenominacional com "un testimoniatge de l'absència de qualsevol teologia" i va denunciar que "la seva teologia és tant heterodoxa com herètica, (...), tot està definit per l'experiència, (...), i per tant té una visió feble de l'Escriptura, aquest és el moviment carismàtic.".
Va criticar encara més el moviment carismàtic modern, afirmant que "el1967, un munt de gent dels Jesus Freak, a les zones de platja del sud de Califòrnia, van a Calvary Chapel (...) i per primera vegada en la història, que jo sàpiga, l'església permet que la subcultura determinada dicti com anirà la cosa. Fora els lligams, fora els himnes, fora totes les coses normals i formals. (...) I la cultura hippie, ja sabeu, els nens que s'obren a les drogues, la vida comunitària, sexe liberal i tot aquest tipus de coses informals, i aquesta és una església carismàtica, aquesta és una església quadrangular... D'aquí és d'on el moviment es converteix en el que coneixem com Calvary Chapel". "La primera Calvary Chapel va ser essencialment l'església dient "deixarem que la cultura ens digui el que necessitem ser". (...) El moviment carismàtic s'ha desenvolupat... S'ha acomodat en el catolicisme romà, en el denominacionalisme mort... Penso que és una forma falsa de cristianisme". 
No obstant això, en el passat (1991), MacArthur va elogiar a Chuck Smith (1927 - 2013), fundador del moviment Calvary Chapel, per escriure "una crítica directa de l'extremisme carismàtic" i va afirmar que "hi ha molts com ell que s'han pronunciat i agraeixo a Déu pel seu coratge i el seu desig de ser bíblics". En resposta a la conferència de MacArthur "Foc Estrany", Calvary Chapel expressà un desacord fonamental amb la comprensió de MacArthur sobre els dons espirituals entre el poble de Déu avui dia, però afirmà "carisma, no carismanía" i elogià el llibre de Chuck Smith Carisma contra Carismanía com un dels millors treballs concisos i populars sobre el tema.
S'han escrit tres llibres en resposta al llibre i la conferència Foc Estrany, advocant per la postura continuista: Authentic Fire: A Response to John MacArthur's Strange Fire d'en Michael Brown; Holy Fire: A Balanced, Biblical Look at the Holy Spirit's Work in Our Lives d'en R.T. Kendall i The Essential Guide to the Power of the Holy Spirit: God's Miraculous Gifts At Work Today del Dr. Randy Clark.
Dirigint-se a la conferència "Foc Estrany", el baptista calvinista continuacionista John Piper, coincideix que hi ha molts abusos a l'església carismàtica, no obstant això, agrega que "realment hem de tenir en compte que cada abús carismàtic té el seu reflex en abusos no carismàtics (...), en alguns d'aquests casos, l'església no carismàtica és més culpable que la carismàtica, com l'absència d'emoció, que és probablement més letal que els excessos.".

### Complementarianisme
MacArthur es pronuncia contra els punts de vista xovinistes i feministes amb una visió complementariana sobre els rols de gènere i considera que la Bíblia no permet que les dones ensenyin als homes ni exerceixin autoritat a les esglésies. Ell creu que els rols bíblics d'ancià i pastor estan reservats per als homes en citar el passatge bíblic de 1 Timoteu 2:11-12.

### Psicologia
MacArthur també és un defensor de la Conselleria Neutètica, que emfatitza que la Bíblia és una eina suficient per a aconsellar a les persones amb malalties mentals com la depressió i l'ansietat. MacArthur no rebutja totes les formes de teories i tècniques psicològiques, encara que considera que algunes psicologies i psiquiatries són contràries a la Bíblia.
Ha argumentat que "la veritable psicologia (és a dir, "l'estudi de l'ànima") pot ser feta només per cristians, ja que només els cristians tenen els recursos per a entendre i transformar l'ànima. La disciplina secular de la psicologia es basa en suposicions impies i fonaments evolutius, i és capaç de tractar amb persones només superficialment i només en el nivell temporal... La psicologia no és una ciència més enllà que la teoria evolucionista atea sobre la qual es basa. Igual que l'evolució teista, la psicologia autodenominada cristiana és un intent d'harmonitzar dos sistemes de pensament intrínsecament contradictoris. La psicologia moderna i la Bíblia no poden combinar-se sense un compromís seriós o un total abandó del principi de la suficiència de les Escriptures." 
La seva posició ha causat diverses controvèrsies, la més notable de les quals va ser la primera vegada que un empleat d'una església evangèlica havia estat demandat per negligència. El cas no va arribar a judici perquè un jutge va dictaminar que el cas no tenia proves suficients.

### Altres moviments cristians i altres religions
Els seus escrits desaproven a altres moviments cristians moderns i ministres com aquells que dirigeixen serveis eclesiàstics seeker-friendly ("amigables per als quals busquen escoltar el que volen escoltar"), com Robert Schuller, Bill Hybels i Rick Warren.
Ha criticat al popular pastor de Word of Faith Joel Osteen, a qui ha definit com a quasipanteista.
Al maig de 2002, enmig d'una important atenció mediàtica i pública centrada en casos d'abús sexual catòlics, MacArthur va donar un missatge molt crític amb el sistema del sacerdoci catòlic. MacArthur s'ha referit al catolicisme com el "Regne de Satanàs", i s'aferra a la confessió de què el Papa és anticrist, dient que el terme "s'aplica a qualsevol que es proposi en contra o en lloc de Crist".
MacArthur afirma que una persona que realment cregui tot el que ensenya el catolicisme no creu en una fe salvadora, perquè la forma de salvació de l'Església catòlica es basa en les obres i és un "sistema retorçat de mentides satàniques" presidit pel Papa.

## Publicacions selectes
- Dotze Dones Extraordinàries: Déu Shaped Dones de la Bíblia, i Què Vol Fer amb Tu per John F. MacArthur (Octubre 5, 2008)
- Dotze Homes Normals: Com el Mestre Shaped Els seus Deixebles per a Grandesa, i Què Vol Fer amb Tu per John F. MacArthur (Maig 8, 2006)
- Un Vida Perfecta: La Història Completa del Senyor Jesús per John F. MacArthur (Marxa 4, 2013)
- Ansiós per a res: la cura del déu per a les Cures de La vostra Ànima (John Macarthur Estudi) per MacArthur, Jr., John (febrer 1, 2012)
- Segur en les Armes de Déu: Veritat de Cel Sobre la Mort d'un Nen per John F. MacArthur (Juliol 8, 2003)
- Segó Sens dubte: Sent Segur de La vostra Salvació (John MacArthur Estudi) per MacArthur, Jr., John (gener 1, 2010)
- Els Carismàtics: Una Perspectiva Doctrinal Hardback (1978)
- Fonaments De la Fe: 13 Lliçons per a Créixer a la Gràcia i Coneixement de Jesucrist per John MacArthur (febrer 24, 2009)
- El Carismàtics Softback (1978)
- L'Evangeli Segons Jesucrist (1989) ISBN 0-310-28651-4
- Caos carismàtic (1993) ISBN 0-310-57572-9
- La nostra Suficiència en Crist (1998) ISBN 1-58134-013-3
- Avergonyit de l'Evangeli: Quan l'Església Esdevé Com el Món (2001) ISBN 1-58134-288-8
- Pensa bíblicament!: Recuperant una cosmovisió cristiana (2003) ISBN 1-58134-412-0
- Fool Or?: Albirant Veritat en una Edat d'Error (2005) ISBN 1-58134-726-X
- El Jesús Et no Pot Ignorar: Què Has d'Aprendre de les Confrontacions Intrèpides de Crist (2009) ISBN 1-4002-0206-X
- Foc estrany: El Perill d'Ofendre l'Esperit Sant amb Counterfeit Adoració (2013) ISBN 978-1-4002-0517-2
- Pensament correcte en una Església Anada Astray: Trobant La nostra Manera Enrere a Veritat Bíblica (2017)
- L'Evangeli Segons Paul: Abraçant el Bo Noticiós en el fons dels ensenyaments de Paul (2017)
- Doctrina bíblica: Un Resum Sistemàtic de debò de Bíblia (2017)
- Cap altre: Descobrint el Déu de la Bíblia (2017)